# Kommt ein Löwe geflogen
Kommt ein Löwe geflogen ist ein vierteiliges Puppenspiel der Augsburger Puppenkiste aus dem Jahr 1966. Es basiert auf Motiven von Max Kruse.

## Handlung

### Folge 1: Das Krozepon
Der verstorbene Onkel Pitt hat sein Kaufhaus in Irgendwo seinem Neffen Totokatapi vererbt. Dieser arbeitet in Sultanien als Löwenbändiger, sodass Doc und Wu auf Bitten des Anwalts Dr. Schlau zu ihm fliegen, um ihn nach Irgendwo zu bringen. Die Stadt wird derweil von einer Einbruchsserie heimgesucht, die auf den kriminellen Mister Knister und seinen Verbündeten, das sprechende Krokodil Krodi, zurückgeht. Knister möchte das Kaufhaus an sich bringen. Mit seinem Krozepon, einem zeppelinartigen Luftschiff, fliegen er und Krodi auf die Leuchtturminsel, wo Doc und Totokatapi inzwischen angekommen sind. Mister Knister sperrt alle Anwesenden, darunter auch Kim und Pips, ein, nimmt Totokatapis Brief und den Kaufhausschlüssel an sich und sabotiert Docs Flugzeug. Einzig der Kakadu Ka, der gerade von einer Behandlung bei den Papageienpflegern (ehemals Papageienfresser)  Nenemama, Nenepapa und Nenekiki zurückgekehrt ist, entkommt seinem Treiben.
Erstausstrahlung: 27. November 1966

### Folge 2: Das Rundum-Rummelfest
Doc, Totokatapi, Kim und Pips können, nachdem Ka Schluckauf und die anderen befreit hat, mit einem Motorboot die Insel verlassen und machen sich nach Irgendwo auf. Dorthin reisen per fliegendem Teppich auch der Sultan mit seinem Kamel und dem Löwen, die sich das Kaufhaus ansehen möchten. Unterwegs besuchen sie einen Rummel, wo Polizist Poch jedoch den Löwen fängt und in den Zoo bringt. Mister Knister hat sich derweil als Totokatapi verkleidet und gibt sich gegenüber Dr. Schlau als Erbe aus. Sein Plan besteht darin, das Geschäft an sich zu bringen und danach zu verkaufen. Totokatapi wird auf dem Meer von den anderen getrennt und von Nenekiki, die mit einem Floß unterwegs ist, vor einem Hai gerettet.
Erstausstrahlung: 4. Dezember 1966

### Folge 3: Drüber und drunter
Totokatapi ist mit Nenekikis Floß in Irgendwo gelandet und erfährt von Krodi, der ihn für den verkleideten Mister Knister hält, von dessen Plan. Ka informiert derweil Polizist Poch darüber, dass sich ein Betrüger in der Stadt aufhält. Er nimmt die Ermittlungen auf, verhaftet aber versehentlich den richtigen Totokatapi. Auch der Sultan und das Kamel, die sich auf der Suche nach dem Löwen befinden, kommen ihm verdächtig vor und werden inhaftiert. Dabei verliert das Kamel den fliegenden Teppich.
Erstausstrahlung: 11. Dezember 1966

### Folge 4: Das Kaufhaus
Doc versucht vergeblich, Polizist Poch von seinem Irrtum zu überzeugen. Der Löwe wurde derweil von Kim und Pips befreit und findet zufällig den fliegenden Teppich. Mister Knister gelingt unterdessen der Verkauf des Ladens, jedoch verrät ihn seine abblätternde Gesichtsbemalung. Er kann mit dem Geld fliehen, wird aber vom Löwen dank des fliegenden Teppichs eingeholt. Mister Knister landet im Gefängnis. Krodi, dem er immer das leere Versprechen, ein Krokodilfräulein als Belohnung zu kaufen, gegeben hatte, hat sich inzwischen von ihm abgewendet und sich in das weibliche Krokodil im Zoo verliebt. Totokatapi kann sein Kaufhaus letztlich in Besitz nehmen.
Erstausstrahlung: 18. Dezember 1966

## Synchronisation (Auswahl)
| Rolle            | Sprecher                 |
| ---------------- | ------------------------ |
| Totokatapi       | Elisabeth Göttler        |
| Mister Knister   | Manfred Lucht            |
| Krokodil Krodi   | Manfred Jenning          |
| Doc              | Sepp Strubel             |
| Löwe             | Walter Oehmichen         |
| Sultan           | Walter Schellemann       |
| Kamel            | Herbert Meyer            |
| Kakadu Ka        | Max Bößl                 |
| Kim              | Claudia Hansmann-Strubel |
| Pips             | Gerlin Ohst              |
| Dr. Schlau       | Jörg Schleicher          |
| Hund Wu          | Max Bößl                 |
| Zoowärter        | Max Bößl                 |
| Vater Guckaus    | Hanns-Joachim Marschall  |
| Onkel Schluckauf | Walter Oehmichen         |
| Erzähler         | Manfred Jenning          |
| Nenemama         | Rose Oehmichen           |
| Nenepapa         | Walter Schellemann       |
| Nenekiki         | Angelika Jenning         |

## Weitere Veröffentlichungen
Auf Grundlage des Puppenspiels entstand im Jahr 1972 ein 35-minütiges Hörspiel, produziert von der Walt Disney Musikverlag GmbH. Die Sprecher weichen z. T. von denen im Fernsehmehrteiler ab.
Die TV-Produktion erschien im Jahr 2004 als DVD.